# Zespół Majewskiego
Zespół Majewskiego (ang. Majewski's syndrome, Majewski's polydactyly syndrome, Majewski’s short rib-polydactyly syndrome) – rzadki, letalny zespół wad wrodzonych należący do grupy zespołów krótkie żebro-polidaktylia, o dziedziczeniu autosomalnym recesywnym. Charakterystyczne cechy zespołu to osteochondrodysplazja, wąska klatka piersiowa, polisyndaktylia, nieproporcjonalnie krótkie kości piszczelowe, dysplazja kośćca klatki piersiowej, hipoplazja płuc powodująca niewydolność oddechową. Innymi towarzyszącymi wadami mogą być wzdęty brzuch, brachydaktylia, cechy dysmorficzne twarzy, hipoplazja nagłośni, wady sercowo-naczyniowe (zwłaszcza przełożenie wielkich pni tętniczych), torbiele nerki i wady narządów płciowych zewnętrznych. Etiologia zespołu jest nieznana.
Chorobę opisał jako pierwszy niemiecki pediatra i genetyk Frank Majewski i wsp. w 1971 roku.